# شتو
شهر شتو (به فرانسوی: Chatou) در شهرستان ایولین در ناحیه ایل-دو-فرانس با جمعیت ۲۹٬۴۷۲ نفر در کشور فرانسه واقع شده‌است